# La Chapelle-sur-Aveyron
La Chapelle-sur-Aveyron é uma comuna francesa na região administrativa do Centro-Vale do Loire, no departamento Loiret. Estende-se por uma área de 19 km². Em 2010 a comuna tinha 636 habitantes (densidade: 33,5 hab./km²).